# Anthony Nkinzo
Anthony Nkinzo Kamole (né le 22 septembre 1976 à Bukavu) est un homme politique de la république démocratique du Congo, juriste, pasteur et directeur de cabinet du président Félix Tshisekedi depuis juin 2024,.

## Biographie
Natif de la ville de Bukavu, Anthony Nkinzo Kamole débute son parcours académique à l'université catholique de la même ville, où il fait son cycle de graduat en droit. Il prolonge son cursus à l'université de Kinshasa où il décroche un diplôme de licence en droit public, en 2000,.
Il est également diplômé de l'École des hautes études commerciales de Paris en management général en 2014,.

## Parcours
En 2000, il entame son parcours professionnel en RDC, à la DGI en tant qu'agent vérificateur de recouvrements. Il rejoint par la suite le cabinet PricewaterhouseCoopers (PWC) où il travaille jusqu'en 2007, au poste de chargé de conseil fiscal et juridique. La même année, il rejoint Nestlé Congo en tant que partenaire d'affaires en ressources humaines. Il revient brièvement chez PWC en 2012,,.
Il est successivement directeur de cabinet, d'abord au ministère du Budget de 2012 à 2014 sous l'égide de Daniel Mukoko Samba, ensuite au ministère du Portefeuille de 2015 à 2016,,.
Entre février et juillet 2017, il rejoint le cabinet ABN Nzailu & Co et y occupe le poste de partenaire associé, chargé du volet juridique et fiscal. En août de la même année, Anthony Nkinzo Kamole succède à Robert Mustapha à l’Agence nationale pour la promotion des investissements (ANAPI), il est nommé directeur général,,.
Étant à la tête de l'ANAPI, il est choisi en juin 2022 comme président du Réseau International des Agences Francophones de Promotion des Investissements (RIAFPI), succédant à Emmanuel Essis,,,.
Au terme d’une ordonnance présidentielle lue à la RTNC, le 13 juin 2024, Anthony Nkinzo Kamole est nommé directeur de cabinet du président Tshisekedi, remplaçant Guylain Nyembo nommé ministre du Plan,,.

## Religion
Anthony Nkinzo est prédicateur au centre missionnaire Philadelphie à Kinshasa[réf. souhaitée].